# Polisportiva Cervia Milano Marittima
La Polisportiva Cervia Milano Marittima fu una società di pallacanestro con sede a Cervia, in provincia di Ravenna.
Nel corso della propria storia disputò la Serie A2 nella stagione 1994-1995.

## Storia
La prima società nacque come Polisportiva Cervia Milano Marittima nel 1971, fondata da ex giocatori di Ravenna e da alcuni appassionati cervesi. I primi campionati furono disputati in Prima Divisione, fino al 1976 quando ci fu il passaggio in Promozione. Negli anni a seguire, continuò a militare nelle serie minori.
Al termine della stagione 1991-1992, il titolo sportivo del club cervese venne ceduto a Piersante Manetti, imprenditore ravennate già proprietario anche della società cestistica di Ravenna. Nella stagione 1992-1993 Cervia disputò il campionato di Promozione.
Lo stesso Piersante Manetti, tuttavia, in conflitto con la città di Ravenna, decise di spostare tutta l'attività del club a Cervia, acquistando al tempo stesso i diritti di Serie B d'Eccellenza dal Basket Montichiari. Alla sua prima apparizione nella terza serie nazionale, il club cervese riuscì addirittura a centrare una storica promozione in Serie A2, grazie al successo per 2-0 nella serie play-off contro la Pallacanestro Firenze.
Per via di alcuni fattori burocratici ed economici, la squadra giocò le partite casalinghe del suo primo (e unico) campionato in Serie A2 1994-1995 sul parquet del palasport di Modena, pur continuando a rappresentare Cervia. La truppa di coach Stefano Pillastrini, sponsorizzata "Il Menestrello", concluse quella regular season al settimo posto, con 19 vittorie e 15 sconfitte. I gialloblu superarono inoltre Torino al primo turno play-off con il punteggio di 2-1 nella serie, prima di cedere per 1-3 nelle semifinali contro l'Aresium Milano.
Nel corso dell'estate 1995, dopo il primo campionato di A2, arrivò la decisione di Manetti di trasferire anche la sede sociale a Modena, di fatto la società divenne quindi modenese a tutti gli effetti. Al termine di quella stagione, la "Il Menestrello Modena" chiuse penultima e retrocesse in Serie B d'Eccellenza.
Nel frattempo, nel 1994, a Cervia venne creata una nuova società, il Basket Cervia.